# Боронське
Боро́нське (рос. Боронское) — присілок у складі Слободського району Кіровської області, Росія. Входить до складу Ільїнського сільського поселення.
Населення становить 9 осіб (2010, 1 у 2002).
Національний склад станом на 2002 рік — татари 100 %.